# Поговори з нею
«Поговори́ з нею» (ісп. Hable con ella) — фільм Педро Альмодовара, прем'єра якого відбулася на Каннському фестивалі 2002 року. Фільм отримав велику кількість нагород, зокрема «Оскар» за найкращий оригінальний сценарій та премію «Європейської кіноакадемії» як найкращий фільм року.

## Сюжет
Головний герой стрічки Беніньйо працює санітаром у лікарні, де доглядає за пацієнтами у комі. Найулюбленішою його пацієнткою є колишня балерина Алісія, з якою він постійно розмовляє та яку доглядає з ніжністю закоханого. У сусідній палаті лежить жінка-тореадор Лідія, з якою трапився нещасний випадок під час кориди. Коло неї чергує її друг — аргентинець Марко. У обох чоловіків досить вільного часу, щоб проводити його у лікарні біля коханих, і невдовзі між ними виникає дружба. Невдовзі життя усіх чотирьох героїв стрічки докорінно змінюється…

## У ролях
- Хав'єр Камара — Беніньйо
- Даріо Грандінетті — Марко
- Леонор Вотлінг — Алісія
- Росаріо Флорес — Лідія
- Елена Анайя — Анхела

## Нагороди
Загалом фільм здобув 32 нагороди і був номінований ще на 28. Серед них:
- Оскар за найкращий оригінальний сценарій
- Номінація на Оскар за найкращу режисуру
- Премія BAFTA за найкращий іноземний фільм та найкращий сценарій
- Премія Сезар як найкращий європейський фільм
- Премія Фелікс за найкращий фільм, режисуру і сценарій, найкращий актор (Хав'єр Камара)
- Золотий глобус як найкращий фільм іноземною мовою
- Премія Гойя за найкращий сценарій та ще 6 номінацій

## Цікаві факти
- В основу фільму лягла реальна історія співробітника румунського моргу, який намагався зґвалтувати жінку, яка впала в летаргічний сон і яку вважали мертвою, і тим самим пробудив її до життя.[2]